# Depravazione totale
La depravazione totale (chiamata anche incapacità totale e corruzione totale), è una dottrina della teologia morale cristiana che deriva dalla dottrina agostiniana sul peccato originale e che è sostenuta da molte confessioni di fede protestanti e catechismi, soprattutto del Calvinismo, ma anche del Luteranesimo, dell'Anglicanesimo, e del Metodismo oltre da alcune correnti teologiche cattoliche come il giansenismo ed il molinismo.
Derivato dal verbo latino depravãre, cioè "storcere, contorcere, deformare", e quindi, figurativamente, "corrompere", depravazione non ha il senso comunemente inteso in italiano di "pervertimento dei sensi e dei desideri, degradazione morale", ma di corruzione della natura umana rispetto a com'era stata originalmente creata. Quindi depravazione totale non significa che l'essere umano sia sempre tanto malvagio quanto lo possa essere, ma che il peccato corrompe, vizia, ogni aspetto della sua natura.
Questa dottrina, quindi, interpreta quanto afferma la Bibbia a proposito del peccato ed afferma che, in conseguenza della Caduta, ogni persona che nasce in questo mondo è tanto asservita al peccato che essa è del tutto incapace di credere, amare e seguire il Dio vero e vivente, come pure di accogliere la salvezza com'è offerta dall'Evangelo di Gesù Cristo. Se non fosse per la grazia di Dio che rigenera spiritualmente una persona mettendola in grado di ravvedersi e di credere, essa non potrebbe mai essere salvata.

## Sommario della dottrina
La dottrina della depravazione totale insegna che la creatura umana, nella condizione in cui si trova per natura, non è incline ad amare Dio con tutto il suo cuore, mente e forza, come le è richiesto, ma, al contrario, è incline a servire solo i propri interessi a discapito di quelli del prossimo ed a respingere l'autorità di Dio. Per questo, persino la religione e la filantropia, nonostante le loro buone intenzioni, ne risultano viziate e falsate, un esercizio dell'immaginazione umana, egoismo mascherato, di valore scarso o nullo rispetto agli standard divini.
La depravazione totale non significa che le creature umane si comportino sempre il peggio possibile, ma che persino il bene che una persona intende fare, è difettoso nella sua premessa, falso nella sua motivazione, debole nella sua esecuzione. I tentativi di correggere questa condizione sono del tutto fallaci, perché non riescono a cancellare questa disposizione (o indisposizione) di fondo del cuore umano.
Sebbene la depravazione totale possa confondersi talvolta con il cinismo filosofico, questa dottrina è ottimista al riguardo dell'amore di Dio per le sue creature e la sua capacità di realizzare il bene ultimo che intende per la sua creazione. In particolare, nel processo di salvezza essa implica che soltanto Dio sia in grado di prevalere sull'incapacità umana attraverso la sua divina grazia per mettere in grado uomini e donne di scegliere di seguirlo. Il modo con il quale Egli realizza questo è inteso in modo diverso dai sistemi teologici che pure sostengono questa dottrina.

### Testi biblici probanti
Vi sono diversi testi biblici che vengono addotti per sostenere questa dottrina. Ne diamo qui alcuni (ripresi dalla Nuova Riveduta).
- Genesi 6:5 "Il SIGNORE vide che la malvagità degli uomini era grande sulla terra e che il loro cuore concepiva soltanto disegni malvagi in ogni tempo".
- Geremia 13:23 "Può un Cusita cambiare la sua pelle o un leopardo le sue macchie? Solo allora anche voi, abituati come siete a fare il male, potrete fare il bene".
- Matteo 19:25-26 "I suoi discepoli, udito questo, furono sbigottiti e dicevano: «Chi dunque può essere salvato?» Gesù fissò lo sguardo su di loro e disse: «Agli uomini questo è impossibile; ma a Dio ogni cosa è possibile»."
- Giovanni 6:44 "Nessuno può venire a me se non lo attira il Padre, che mi ha mandato; e io lo risusciterò nell'ultimo giorno".
- Romani 3:10,11 "...com'è scritto: «Non c'è nessun giusto, neppure uno. Non c'è nessuno che capisca, non c'è nessuno che cerchi Dio".
- Romani 8:7-9 "...infatti ciò che brama la carne è inimicizia contro Dio, perché non è sottomesso alla legge di Dio e neppure può esserlo; e quelli che sono nella carne non possono piacere a Dio. Voi però non siete nella carne ma nello Spirito, se lo Spirito di Dio abita veramente in voi. Se qualcuno non ha lo Spirito di Cristo, egli non appartiene a lui".
- Efesini 2:3 "...nel numero dei quali anche noi tutti vivevamo un tempo, secondo i desideri della nostra carne, ubbidendo alle voglie della carne e dei nostri pensieri; ed eravamo per natura figli d'ira, come gli altri".
- 1 Corinzi 2:14 "L'uomo naturale non riceve le cose dello Spirito di Dio, perché esse sono pazzia per lui; e non le può conoscere, perché devono essere giudicate spiritualmente".

Vedi anche: Genesi 8:21; 1 Re 8:46; Giobbe 15:14-16; Salmi 51:5; Geremia 17:9; Matteo 7:16-20; Giovanni 3:3; 6:65; 15:4-5; Romani 7:18; Efesini 2:1-3; 4:17-19; Colossesi 2:13; 1 Giovanni 1:8-10.

## Obiezioni a questa dottrina
Vi sono molti gruppi cristiani che non concordano con questa interpretazione della Bibbia e di Agostino.
Scrivendo contro il monaco Pelagio che sosteneva come la natura umana non fosse stata inficiata dalla Caduta e che l'essere umano fosse libera di seguire Dio anche senza il Suo intervento, Agostino, sviluppa la dottrina del peccato originale e, sostengono i protestanti pure la dottrina dell'incapacità totale. Le concezioni di Agostino prevalgono in questa controversia e l'insegnamento di Pelagio è condannato come eretico al Concilio di Efeso nel 431, come pure in una forma moderata conosciuta come Semipelagianesimo al Secondo concilio di Orange nel 529. L'idea agostiniana di colpevolezza "originale" o ereditata, non era condivisa da tutti i suoi contemporanei nella parte greca della chiesa, ed ancora non è condivisa dalle Chiese ortodosse orientali. Inoltre, alcuni protestanti moderni, che generalmente accettano l'insegnamento dei concili ecumenici dei primi cinque secoli (per esempio, i seguaci di Charles Finney) si allineano, ciononostante più con Pelagio che con Agostino quando considerano la natura decaduta dell'essere umano.
Il Cattolicesimo romano critica l'interpretazione protestante di Agostino e del Concilio di Orange, affermando che solo il Cattolicesimo sia stato fedele ai principi insegnati da Agostino contro i pelagiani ed i semi-pelagiani, sebbene essi ammettano che gradualmente abbiano mitigato la forza del suo insegnamento. La sua dottrina, secondo il Catechismo della Chiesa Cattolica insegna che "Per il suo peccato, Adamo, in quanto primo uomo, ha perso la santità e la giustizia originali che aveva ricevute da Dio non soltanto per sé, ma per tutti gli esseri umani (416) Adamo ed Eva alla loro discendenza hanno trasmesso la natura umana ferita dal loro primo peccato, privata, quindi, della santità e della giustizia originali. Questa privazione è chiamata “peccato originale” (417) In conseguenza del peccato originale, la natura umana è indebolita nelle sue forze, sottoposta all'ignoranza, alla sofferenza, al potere della morte, e inclinata al peccato (inclinazione che è chiamata “concupiscenza”)" (418). Il Cattolicesimo romano, quindi, ammette "un indebolimento" della natura umana, le cui capacità non sarebbero state del tutto pregiudicate. Il Concilio di Trento (sessione 6, canone 5) condanna la concezione protestante della depravazione totale. Il movimento giansenista sosteneva un'interpretazione molto simile a quella di Agostino ed era più vicina a quella calvinista, ma è stata anch'essa condannata come eretica.
La dottrina della depravazione totale è stata affermata dagli arminiani da John Wesley e da Iacovino Giuseppe. Il termine Arminianesimo è giunto pure ad includere alcuni che sostengono la dottrina semi-pelagiana della depravazione limitata che permette "un'isola di giustizia" nel cuore umano incorrotta dal peccato e quindi la capacità di accogliere l'offerta di salvezza dell'Evangelo anche senza una speciale dispensazione della grazia.
Alcuni si oppongono a questa dottrina perché credono che implicitamente essa respinga l'amore o l'onnipotenza di Dio. I seguaci del teologo inglese, fondatore del movimento protestante, John Wesley sostengono che Dio abbia dotato l'essere umano del libero arbitrio per giungere anche alla depravazione, ma che abbia anche dato loro il modo per venirne a capo.